# Pseudocranae rubroannulata
Pseudocranae rubroannulata är en insektsart som beskrevs av Willy Adolf Theodor Ramme 1941. Pseudocranae rubroannulata ingår i släktet Pseudocranae och familjen gräshoppor. Inga underarter finns listade i Catalogue of Life.